# 詹德茂
詹德茂（1957年7月2日—2019年9月10日），臺灣苗栗縣客家人，影像、音樂、文字工作者，華茂傳播創辦人，作品橫跨流行音樂、電視節目及暢銷書籍。為臺灣電視公司經典外景節目《八千里路雲和月》總策劃及總撰稿人、1987年臺灣電視公司紫薇電視專輯《紫色的薔薇：紫薇之歌》編劇，曾經製作衛視中文台《台灣探險隊》、衛視中文台《台灣海岸藍皮書》、《走過921》、《中國全紀錄》、民間全民電視公司《台灣政治檔案》等電視節目及紀錄片，曾任中國中央電視台《再說長江》文學顧問。歌詞作品為周華健、齊豫、張國榮、Beyond等歌手及樂團所演唱。為周華健摯友。2019年9月10日因肺癌過世。

## 作詞歌曲
1986年張國榮「午夜奔馳」
1987年紀宏仁「這次來真的」
1987年周華健「你是我心中的綠」
1989年陳昇＆趙傳「我的明天」
1989年周華健「這城市有愛」
1992年Beyond「長城」(國語版)
1994年周華健「刀劍如夢」
1998年Beyond「命運是我家」(「命運是你家」國語版)